# Rio Dobrii
O Rio Dobrii é um rio da Romênia, afluente do Caşin, localizado no distrito de Bacău.